# Кобра 11 (4. сезона)
Четврта сезона серије Кобра 11 је емитована од 1. октобра 1998. године до 6. маја 1999. године и броји 16 епизода.

## Опис
Марк Келер је напустио главну поставу на крају ове сезоне.

## Улоге
- Марк Келер као Андре Фукс
- Ердоган Аталај као Семир Герхан

## Епизоде
| Бр. еп. (укупно) | Бр. еп. (у сезони) | Наслов                     | Редитељ         | Сценариста                         | Премијера          |
| --- | ------------------ | -------------------------- | --------------- | ---------------------------------- | ------------------ |
| 32 | 1                  | "Леопард је изашао на пут" | Хелмут Мецгер   | Андреас Фор и Томас Летоха         | 1. октобар 1998.   |
| Један тенк је украден из касарне. Тенкиста прелази преко свега што му се нађе на путу. Чим су Андре и Семир помислили да знају ко је тенкиста, схватили су да се запутио у затвор. Тенкиста хоће робијаша који му је убио ћерку. Андре и Семир морају да засутаве тенк, али како? |                    |                            |                 |                                    |                    |
| 33 | 2                  | "Последња прилика"         | Хелмут Мецгер   | Давид Симонс и Матјас Херберт      | 8. октобар 1998.   |
| Каскадер Франк Зимер се повредио током изванредне каскаде. Зато више не може да се бави тиме. Једино скупа операције у Америци може да му помогне. Како би сакупио новац, он је возио кола за бекство пљачкашима и побегао Андреу и Семиру током потере. Франк хоће да задржи сав новац, али пљачкаши хоће свој део. Због тога је упао у велику невољу. |                    |                            |                 |                                    |                    |
| 34 | 3                  | "Смртоносни песак"         | Кристоф Ејхорн  | Биргит Грос                        | 15. октобар 1998.  |
| Андре и Семир хоће да зауставе комби у ком су радници на црно. Возеч комбија није хтео да стане па је дошло до потере. На крају је комби изазвао удес, а возач и радници побегли. Андре и Семир крећу да истражују случај. Састали су се са шефом грађевинског предузећа Бартушаком. Андре и Семир не могу да докажу да он запошљава раднике на црно, али не знају да Бардушак намерава нешто много веће. |                    |                            |                 |                                    |                    |
| 35 | 4                  | "На нишану"                | Дитард Кустер   | Рафаел Сола-Ферер                  | 22. октобар 1998.  |
| Током вожње је гума Андреових и Семирових кола пробушена па су имали удес. Док су гледали штету, Андре је рањен у ногу и гадно повређен. Семир нема појма ко стоји иза тога. После је Семирова девојка Симоне отета. Отмичар је звао Семира и рекао му да ће добити девојку назад ако буде пратио упутства. Семир мора да вози Фолцваген. Али оно што он не зна је да је на њему подметнута направа. |                    |                            |                 |                                    |                    |
| 36 | 5                  | "Нестали у магли"          | Дитард Кустер   | Ирис Ана Ото и Сузане Мишке        | 29. октобар 1998.  |
| После удеса на ауто-путу је нестало дете из кола брачног пара Кампински. Андре и Семир не могу нигде да пронађу дете. Затим их је звао неко ко се није представио и рекао им да је ходач по канапу Силвестер, који је такође био у удесу, био у болници због злостављања деце. Андре и Семир су га ухапсили. Онда је госпођу Кампински звао неко и тражио да плати 200000 марака како би добила дете назад. Андре и Семир немају појма ко је уцењивач. |                    |                            |                 |                                    |                    |
| 37 | 6                  | "Аутостоперка"             | Орен Шмуклер    | Матјас Херберт и Давид Симонс      | 5. новембар 1998.  |
| У шуми близу ауто-путе ја пронађено тело убијеног мушкарца. Према сведоку, извесна Ана Тарјунг га је отела непосредно пре него што је убијен. Кад су Андре и Семир кренули да је ухапсе, она је побегла. Андре и Семир су открили да ју је отац злостављао кад је била мала па да убија мушкарце из освете. Кад је Андре открио да ју је отац увек злостављао близу једног дворца, он је отишао тамо. Кад је дошао тамо, Ана му је изненада запретила пиштољем. |                    |                            |                 |                                    |                    |
| 38 | 7                  | "Мртав сведок"             | Орен Шмуклер    | Бенедикт Голхарт                   | 12. новембар 1998. |
| Флоријан и Олаф су се попели на високи мост. Кад су стигли на врх, постали су сведоци убиства. Док је Флоријан то сликао, разбојници су га приметили и бацили са моста. Погинуо је. Олаф је успео да побегне и испричао све полицији док су разбојници претресали његов стан у потрази за фото-апаратом. Андре и Семир нису нашли ни један траг од убиства на мосту, а ни фото-апарат па више не верују у Олафову причу. Олаф је онда одлучио да сам пронађе разбојнике. Због тога је упао у опасно стање.                                                                                                   |                    |                            |                 |                                    |                    |
| 39 | 8                  | "Џокер"                    | Дитард Кустер   | Матјас Херберт                     | 19. новембар 1998. |
| Током потере на ауто-путу погођен је један такси, а путник погинуо. После препознавања, испада да је то међународни убица под надимком "Џокер". Како би препознали људе који су га унајмили, Семир је отишао као Џокер у хотел где се састао са тим људима. Ипак, неколико ствари је кренуло по злу па Семир мора да убије невиног човека како би спасио сопствени живот. |                    |                            |                 |                                    |                    |
| 40 | 9                  | "Гориво"                   | Хелмут Мецгер   | Герхерд Рекел и Александар Хан     | 18. март 1999.     |
| Након што је човек наточио гориво на пумпи предузећа "Про оил", кола су му пукла. Изгледа да постоји јако пуцајућа твар у гориву. Андре и Семир су открили да предузеће "Про оил" уцењују. После неуспешне примопредаје новца, још једна кола су пукла. На снимку праска видео надзора, Андре и Семир су видели да је неко налио пуцајуће гориво за каснију мото-трку. |                    |                            |                 |                                    |                    |
| 41 | 10                 | "Смртоносни терет"         | Марк Херте      | Аутомеханичарска радионица "Топас" | 25. март 1999.     |
| Камиону је пукла гума па је дошло ду удеса на ауто-путу, а возач погинуо. Камионом је превожен отров на црно за Ротердам. Током истраге је откривено да ти отрови реагују једни са другима при температури од 60 степени и више после чега они пуцају. Кад су Андре и Семир отишли до превозничког друштва чији је камион, чули су да је још један камион са отровом кренуо. Андре и Семир имају мало времена да пронађу камион јер је врео летњи дан. |                    |                            |                 |                                    |                    |
| 42 | 11                 | "Спаљени занос"            | Хелмут Мецгер   | Енрико Јакоб и Матјас Херберт      | 1. април 1999.     |
| У спаљеном камиону је пронађено тело убијене дроље. Њен шеф је био Вили Шродер који је у сукобу са својом конкуренткињом госпођицом Олер. Андре и Семир мисле да мртва дроља има некакве везе са тим сукобом. Неко време касније је још једна мртва дроља пронађена која је исто радила за Шродера. Сукоб је прерастао после тога. Андре и Семир су мислили да су пронашли убицу, али им је он рекао ко је прави убица. У међувремену, Андреа је започела своју истрагу, прерушила се у курву и сада је у рукама убице.                                                                                      |                    |                            |                 |                                    |                    |
| 43 | 12                 | "Ратник из сенке"          | Раул В. Хајмрих | Лоренц Стасен                      | 8. април 1999.     |
| На ауто-путу се десио удес. Између олупина је Семир нашао одсечену шаку. По прстену је Семир открио да је то шака Александра вон Холова. На случају је Семиру помагала Ребека јер је Андре болестан. Она је стручњакиња за Јакузе и карате. Они су отишли у Јапанско предузеће где је Александар радио. Његов шеф Фунаки је чудно реаговао на Семирова и Ребекина питања. Тада су они помислили да је Фунакија Александар уцењивао. Кад су Семир и Ребека отишли из предузећа, њих су пратила кола. Они су хтели да зауставе кола, али су она побегла.                                                       |                    |                            |                 |                                    |                    |
| 44 | 13                 | "Такси 541"                | Кристоф Ајхорн  | Матјас Херберт                     | 15. април 1999.    |
| Андреова и Семирова шефица Ана Енгелхарт је трчала по шуми. Кад је ушла да упали кола, она нису хтела да упале. Неко време после ходања, она је угледала такси. Ушла је унутра па су кренули. На неком напуштеном месту, таксиста је хтео да убије Ану, али је она побегла. У таксију су Андре и Семир пронашли тело таксисте у пртљажнику. Значи да возач није био прави таксиста и да му је такси требао за нешто. Ана је отишла са Андреом до својих кола која су остала у шуми. Кад их је Андре поправио, Ана је ушла да их упали, али је у том тренутку Андре видео да је мотор повезан са направом.    |                    |                            |                 |                                    |                    |
| 45 | 14                 | "Судија"                   | Раул В. Хајмрих | Матјас Херберт                     | 22. април 1999.    |
| Током потере, Ана Енгелхарт је изгубила управљање над својим колима и улетела у један врт у ком су стајали мајка и дете. Њих двоје су погинули у несрећи, а отац и супруг Кемер је кренуо да се свети Ани и покренуо је парницу, али је судија прогласио да Ана није крива. Пошто му то није успело, он је кренуо да убије Аниног дечка Томаса и његовог сина Јонатана. Док су њих двојица јахали, Кемер им је петљао око кола. Кад су се касније Томас и Јонатан враћали, ушли су у кривину, а кочнице нису радиле.                                                                                         |                    |                            |                 |                                    |                    |
| 46 | 15                 | "Смрт детета (1. део)"     | Хелмут Мецгер   | Ули Тобински                       | 29. април 1999.    |
| На ауто-путу су Андре и Семир били сведоци пуцњаве на кола са мајком и дететом. Андре и Семир су излетели да помогну, али нису успели да спрече рањавање мајке и убиство детета. Испоставило се да је мајка Оливија Бергер. Нешто касније је Оливија убијена у болници. Онда су Андре и Семир открили да је њен супруг опасан злочинац и да живи на Мајорци. Андре и Семир нису имали друге него да оду на Мајорку. |                    |                            |                 |                                    |                    |
| 47 | 16                 | "Усамљена победа (2. део)" | Хелмут Мецгер   | Ули Тобински                       | 6. мај 1999.       |
| На Мајорци је Андреа ухватио Бергер. У међувремену, Семир покушава да га пронађе. Кад је Андре препознао једног Бергеровог човека као убицу дечака и Бергеровог сина, он је то рекао Бергеру. Бергер се јако потресао па је Андре успео да побегне. Семир је налетео на Андреа па су кренули у хапшење Бергера. Затим је Бергер хтео да разговара са Андреом и Семиром у цркви. Андре и Семир су на време сазнали да Бергер није тамо па су отишли у његово скровиште. Током пута су налетели на Бергера. То је довело до потере по мору у којој је Бергер рањен. Али за Андреа се потера завршила трагично. |                    |                            |                 |                                    |                    |